# Vogelsand (Schiff)
Die Vogelsand ist ein deutsches Mess- und Versorgungsschiff des Wasserstraßen- und Schifffahrtsamtes Elbe-Nordsee.

## Geschichte
Das von der Fachstelle Maschinenwesen Nord in Auftrag gegebene Schiff wurde 2000/2001 gebaut. Der Kasko wurde unter der Baunummer 98/1/5821 auf der Werft Jantar im russischen Kaliningrad gebaut. Die Kiellegung fand am 15. Juni, der Stapellauf am 14. September 2000 statt. Die Ausrüstung des Schiffes erfolgte bei Fr. Fassmer in Berne. Die Fertigstellung erfolgte im April 2001.
Namensgeber des Schiffes sind die Sandbänke in der Elbmündung.

## Einsatz
Das Schiff wird vom Wasserstraßen- und Schifffahrtsamt Elbe-Nordsee für gewässerkundliche Aufgaben wie Wasserstands- und Strömungsmessungen, Entnahme von Wasserproben und Sedimentsmessungen und Vermessungsarbeiten wie z. B. Fahrwasserpeilungen in der Nordsee, der Unterelbe und der Oste eingesetzt. Es kann aber auch als Seezeichenschiff für das Aussetzen und Bergen von Fahrwassertonnen, das Setzen von Pricken und für die Versorgung bzw. Wartung und Instandsetzung von Schifffahrtszeichen eingesetzt werden.
Weitere Aufgaben des Schiffes sind das Suchen und Beseitigen von Hindernissen und das Schleppen. Der Pfahlzug des Schiffes beträgt 11,5 t.
Das Schiff hat eine Reichweite von etwa 900 Seemeilen.

## Technische Daten und Ausstattung
Das Schiff wird von einem Achtzylinder-Viertakt-Dieselmotor des Herstellers MTU Friedrichshafen (Typ: 8 V 4000) mit einer Leistung von 740 kW angetrieben. Der Motor wirkt über ein Getriebe auf einen Verstellpropeller. Das Schiff erreicht eine Geschwindigkeit von 11 kn.
Für die Stromversorgung befinden sich zwei MTU-Generatoren an Bord. Einer der beiden Generatoren verfügt über eine Leistung von 300 kW (Scheinleistung: 350 kVA), der andere über eine Leistung von 51 kW (Scheinleistung: 55 kVA).
Das Schiff ist mit einem Bugstrahlruder mit einer Leistung von 200 kW ausgerüstet.
Die Decksaufbauten befinden sich im Vorschiffsbereich. Der Mittschiffsbereich wird von einem offenen Arbeitsdeck eingenommen. Hier befindet sich ein Deckskran mit Seegangsfolgeeinrichtung. Der Kran kann 5 t bei einer Ausladung von 7 m bzw. 3 t bei einer Ausladung von 10 m heben. Für gewässerkundliche Aufgaben verfügt das Schiff über zwei Messausleger.